# Pantano de El Pintado
El embalse de El Pintado está situado en el norte de la provincia de Sevilla, en el municipio de Cazalla de la Sierra (Andalucía, España). Su año de construcción fue 1948. La superficie del cuerpo de agua es de 1050 ha y embalsa un volumen de 213 hm³. Fue construido por la empresa Agroman.
El embalse ha sido un magnífico lugar para la pesca, pero las constantes sequías amenazan con acabar con la pesca recreativa en el lugar.
Además de Cazalla de la Sierra, el pantano también ocupa terrenos de Monesterio, Fuente del Arco, El Real de la Jara y Guadalcanal, y recibe las aguas del Rivera de Benalija, que antes de llegar al embalse recorre los municipios de Alanis, Guadalcanal y Cazalla de la Sierra.